# Jamestown, Sankta Helena

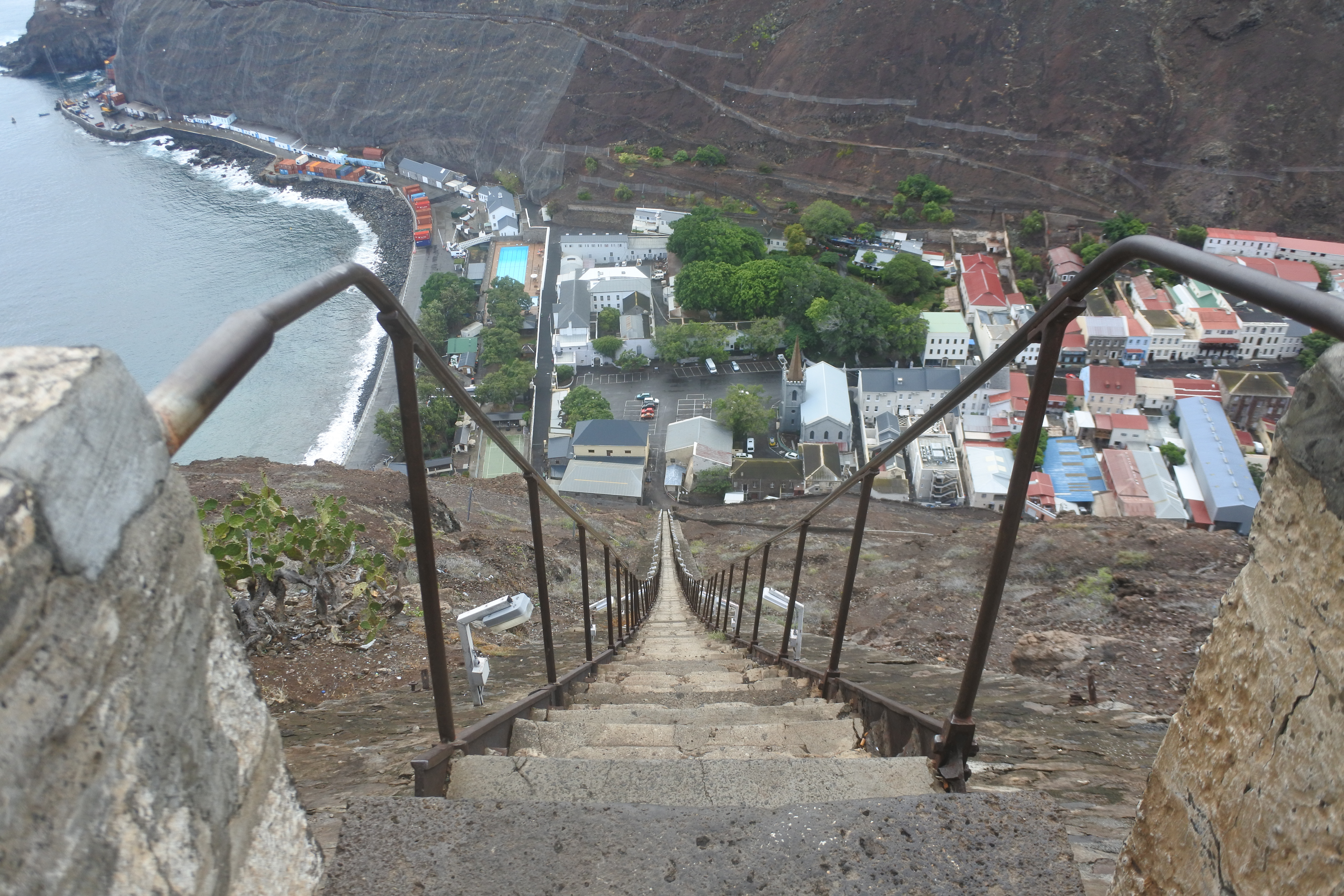
Vy ner för Jacob's Ladder, 2018.

Jamestown är huvudstad på ön Sankta Helena i det brittiska utomeuropeiska territoriet Sankta Helena, Ascension och Tristan da Cunha. Jamestown är belägen i botten av en stor dal och 2016 bodde det 630 personer i staden. Parlamentet "Legislative Council" har sitt säte i Jamestown.
Staden grundades av britterna genom Brittiska ostindiska kompaniet 1659. Den namngavs efter Jakob II av England (engelska James) medan han var kronprins (hertig av York); han blev senare kung.
Jamestown ligger kring den nästa 2 kilometer långa huvudgatan Main Street och har förutom förvaltningsbyggnader även en rad byggnader i brittisk kolonialstil. Staden är knutpunkt i öns vägnät. Lite söder om staden ligger Plantation House (guvernörens residens) och kyrkan Cathedral of Saint Paul's. Cirka 4 kilometer sydväst om centrum ligger Longwood House där Napoleon I bodde fram till sin död.
Via en stentrappa om cirka 700 trappsteg kallad Jacob's Ladder nås höjden Ladder Hill, med ett vakttorn från 1829. Där ligger även den nya stadsdelen Half Tree Hollow.